# Piccolo coro & Piccola orchestra

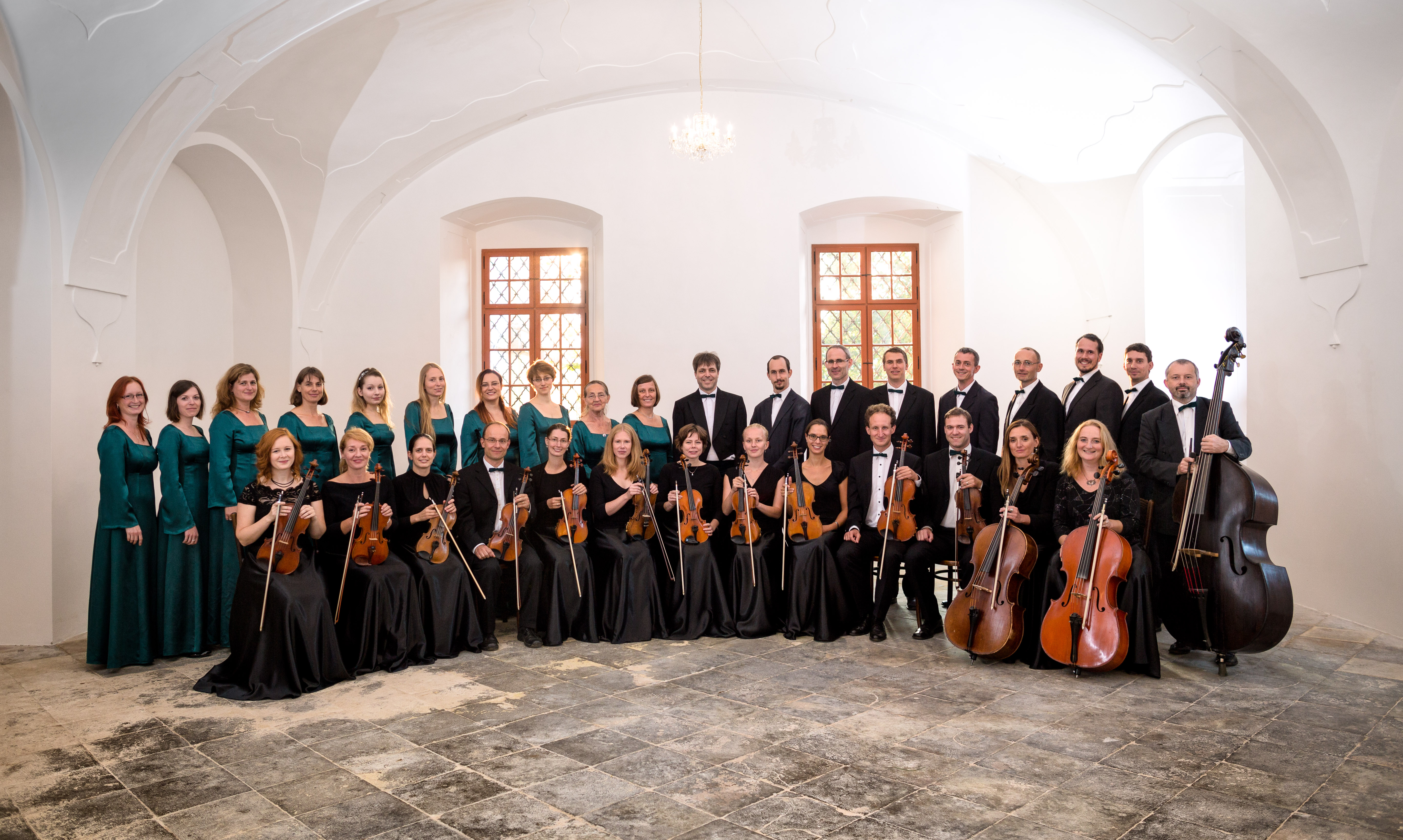

Piccolo coro & Piccola orchestra je hudební soubor. Tvoří ho smíšený komorní sbor a komorní orchestr. Dirigentem je Marek Valášek.
Soubor byl založen v roce 1996 a sídlí v Praze. Uspořádal stovky vystoupení v Česku i v zahraničí (Čína, Francie, Itálie, Chorvatsko, Slovensko). V současné době jej tvoří 38 členů, podle potřeb jednotlivých projektů však spolupracuje s řadou hostujících sólistů a instrumentalistů.
Dramaturgie koncertů Piccolo coro & Piccola orchestra se snaží posluchačům zprostředkovat zajímavé skladby všech hudebních epoch a mnoha žánrů. Ve svém repertoáru tak mají oba ansámbly pestrou škálu děl od komorních (vokálních, instrumentálních či vokálně-instrumentálních) až po velkolepá romantická oratoria. Výraznou část repertoáru Piccolo coro & Piccola orchestra tvoří hudba 20. a 21. století. Mnoho skladeb soubor připravil pro premiérová provedení, zvláště pro katedru skladby HAMU, pro sdružení Přítomnost a pro Společnost pro duchovní hudbu.

## Ocenění
- 2004 festival Mladé pódium – cena Nadace Bohuslava Martinů
- 2007 Mezinárodní festival adventní a vánoční hudby – zlaté pásmo, hlavní cena Petra Ebena.
- 2011 Festival sborového umění v Jihlavě – absolutní vítěz
- 2011 Spittalu – 1. cena v hlavní, 3. cena ve folklórní kategorii, zvláštní cena poroty za interpretaci soudobé skladby
- 2016 Praga cantat – vítěz kategorie komorních smíšených sborů, zvláštní cena poroty za interpretaci skladby J. Nováka a cena Nadace Bohuslava Martinů
- 2022 Musica orbis – zlaté pásmo

## Nahrávky
- Mariánská hudba v Loretě, 1998
- Hear my Prayer, 2000
- Cantico delle creature, 2004
- Hore dolinami, 2009
- Gaudete in Domino, 2013